# Александр Бакарович
Александр Бакарович (1726—1791) — грузинский царевич (батонишвили), претендовавший на престол Картли-Кахетинского царства. В годы русского плена получил русифицированное имя князь Александр Бакарович Грузинский.

## Биография
Дед Александра, царь Картли Вахтанг VI, и отец, Бакар, в 1724 году переселились в Россию, где получили во владение подмосковное Всехсвятское и богатое волжское село Лысково (там они хранили крест святой Нины). Александр, родившийся уже в России, был старшим из четырёх сыновей Бакара от брака с дочерью арагвского эристави Анной (1706—1780). После смерти отца в 1750 году он стал неформальным главой всей грузинской эмиграции в России.
В юности царевич состоял в Пажеской придворной школе, а затем вступил в лейб-гвардии Измайловский полк в чине капитан-поручика. Ему приписывали близкие отношения с великой княжной Елизаветой Петровной, будущей императрицей (уверяли даже, что у них родилась дочь — жившая в Пучеже Варвара Мироновна Назарьева, которую навещал позже Павел I; сын Александра Бакаровича Георгий тоже посещал её и распоряжался на её похоронах). Позже Елизавета хотела женить Александра Бакаровича на своей двоюродной сестре Марфе Гендриковой, но этот брак не состоялся по неизвестным причинам. В 1761 году Александр Бакарович женился на дочери Александра Александровича Меншикова Дарье. Сохранилась ода по случаю бракосочетания за авторством Григория Хмельницкого.
Александр Бакарович поддерживал Петра III, из-за чего после переворота 1762 года попал в немилость к Екатерине II. В 1764 году он получил предписание жить не ближе, чем в 100 верстах от Москвы. В 1766 году Александр попытался бежать в Грузию, чтобы вернуть себе престол, и Екатерина использовала это, чтобы избавиться от неугодного ей царевича. Его лишили офицерского звания и выдали тысячу рублей на дорогу.
В Грузии претендент на престол не нашёл поддержки. В 1782 году он всё же поднял мятеж, который был быстро подавлен Ираклием II. Александр бежал в Имерети, позже был схвачен тарковским шамхалом и выдан российским властям за 500 червонцев и золотую табакерку. Царевича поселили в Смоленске. Ему было запрещено с кем-либо переписываться, даже в церковь он ходил под конвоем. Там Александр и умер в 1791 году.

## Потомки

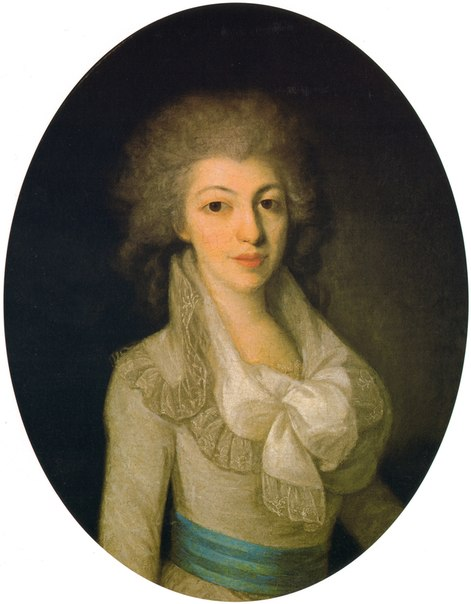
Дарья Трубецкая на портрете Ф. Рокотова

В браке со светлейшей княжной Дарьей Меншиковой (1747—1787), дочери Александра Александровича Меншикова и Елизаветы Петровны Голицыной, у Александра Бакаровича родились трое сыновей и две дочери:
- Георгий (Егор; 1762—1852), камергер, отец Анны, жены графа Александра Петровича Толстого;
- Александр (1763—1823), полковник российской армии, умерший холостым;
- Иван (умер в детстве);
- Анна (1763—1842), известная «светская львица»; жена Александра Александровича Делицына и князя Бориса Андреевича Голицына;
- Дареджан (Дарья; умерла в 1796), жена князя Петра Сергеевича Трубецкого (1760—1817), мать лидера декабристского движения Сергея Петровича Трубецкого.